# Bromus racemosus
Bromus racemosus es una especie herbácea perenne perteneciente a la familia de las gramíneas (Poaceae). 

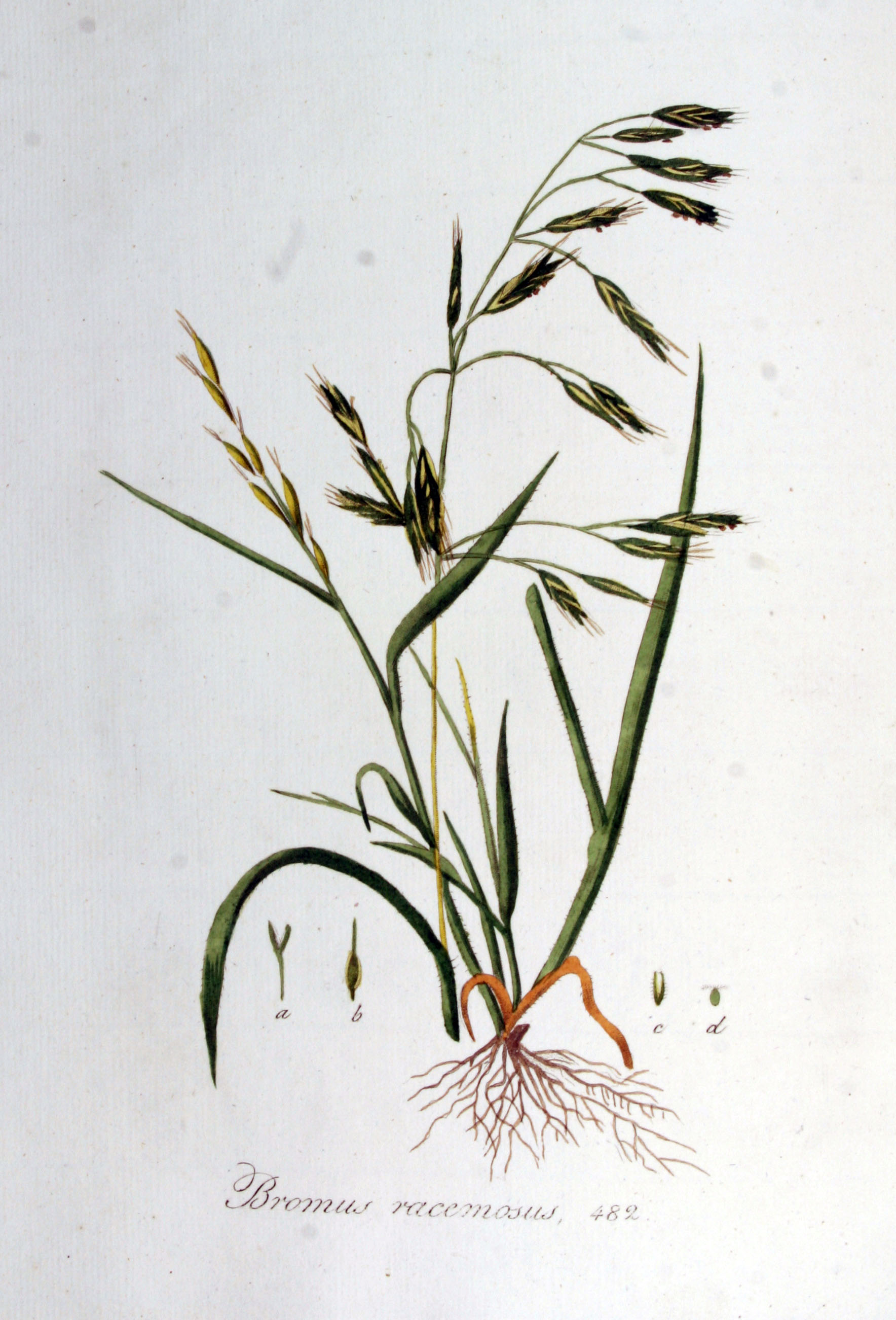
Ilustración

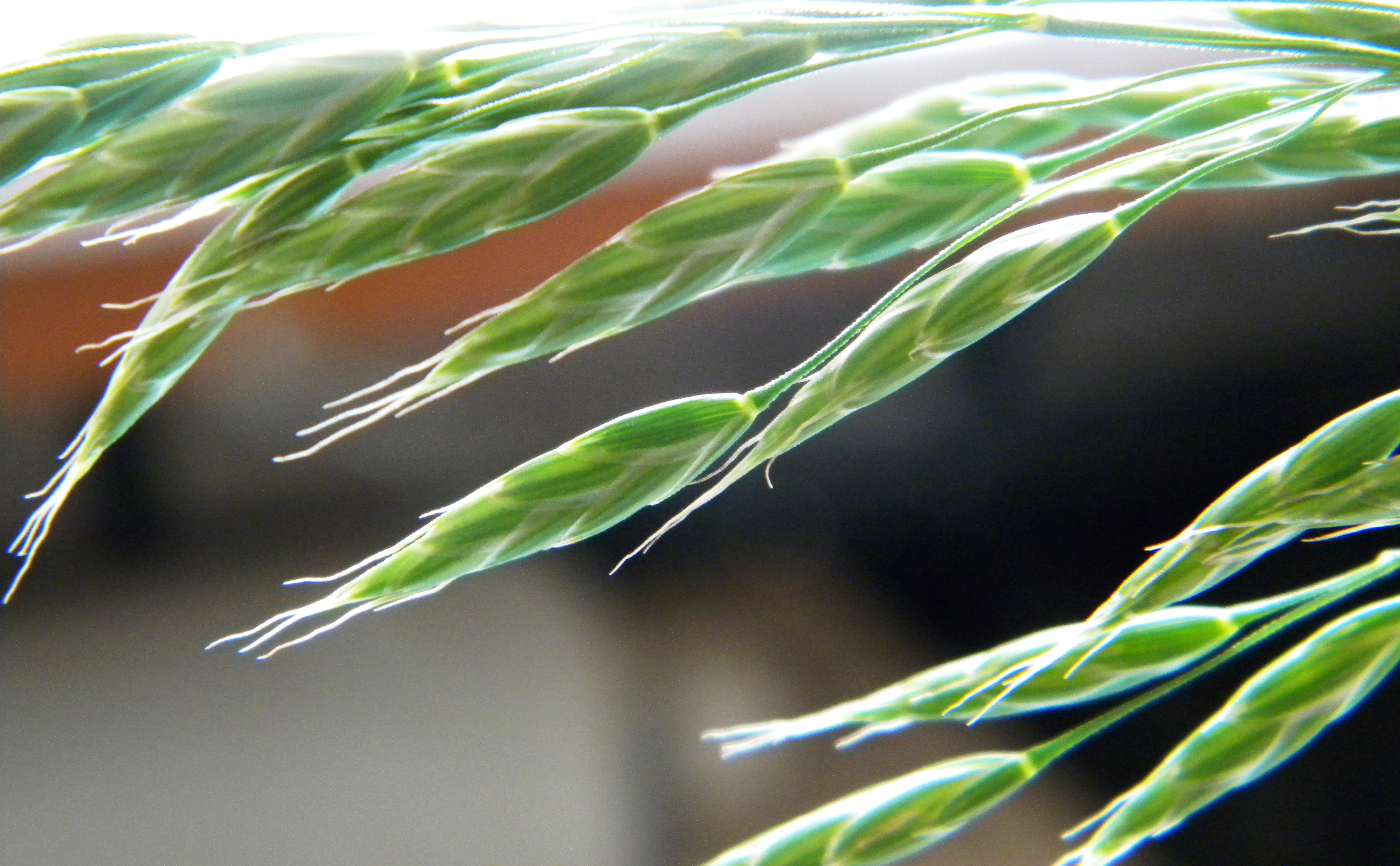
Espigas

## Descripción
Bromus racemosus tiene tallos de 50-90 cm de altura, generalmente erectos, glabros. Hojas con lígula de 1 mm, suborbicular, desigualmente dentada; limbo de hasta 30 x 0,5 cm, plano, ligeramente hirsuto; las más inferiores con vaina ligeramente hirsuta, con pelos de hasta 1 mm, patentes, rígidos. Panícula de 12-15 cm, de contorno linear, laxa; nudos inferiores con 3 ramas, cada una con 1 espiguilla. Pedúnculos de 1,5-5 cm, mucho más largos que las espiguillas, rectos. Espiguillas de 15-16 mm, elípticas, comprimidas en la madurez, glabras; artejo inferior de la raquilla de menos de 1 mm. Glumas cortamente aristadas; la inferior de 6-6,5 mm, lanceolada, con 5 nervios; la superior de 7-7,5 mm, oblonga, con 9 nervios. Lema de 9-9,5 mm, elíptica, emarginada; arista de 6-10 mm, de sección circular, recta, inserta a 0,9-1,4 mm por debajo del ápice de la lema. Pálea de 7,5-8 mm, elíptica, más corta que la lema, ciliada, muy ligeramente escábrida. Anteras de 1,5-2 mm. Cariopsis de c. 6,5 mm, fusiforme, plano, casi tan largo como la pálea. Tiene un número de cromosomas de 2n = 14, 28. Florece y Fructifica en mayo.

## Distribución y hábitat
Se encuentra en los pastizales secos. Especie muy rara. Se distribuye por las regiones Eurosiberiana, Mediterránea e Irano-Turánica. En la península ibérica se encuentra en el litoral onubense. 

## Taxonomía
Bromus racemosus fue descrita por Carlos Linneo y publicado en Species Plantarum, Editio Secunda 1: 114. 1762.
Etimología
Bromus: nombre genérico que deriva del griego bromos = (avena), o de broma = (alimento).
racemosus: epíteto latino que significa "con racimos"
Sinonimia
- Bromus agrarius Hornung ex Steud.
- Bromus leptostachys (Pers.) Steud.
- Bromus lusitanicus Sales & P.M.Sm.
- Bromus multiflorus Roth
- Bromus pannonicus Hack.
- Bromus pratensis Ehrh.
- Bromus squarrosus var. racemosus
- Bromus tuzsonii Pénzes
- Forasaccus racemosus (L.) Bubani
- Michelaria hirsuta Davr.
- Serrafalcus racemosus (L.) Parl.
- Serrafalcus velutinus Parl.[5][6]